# К-36ДМ

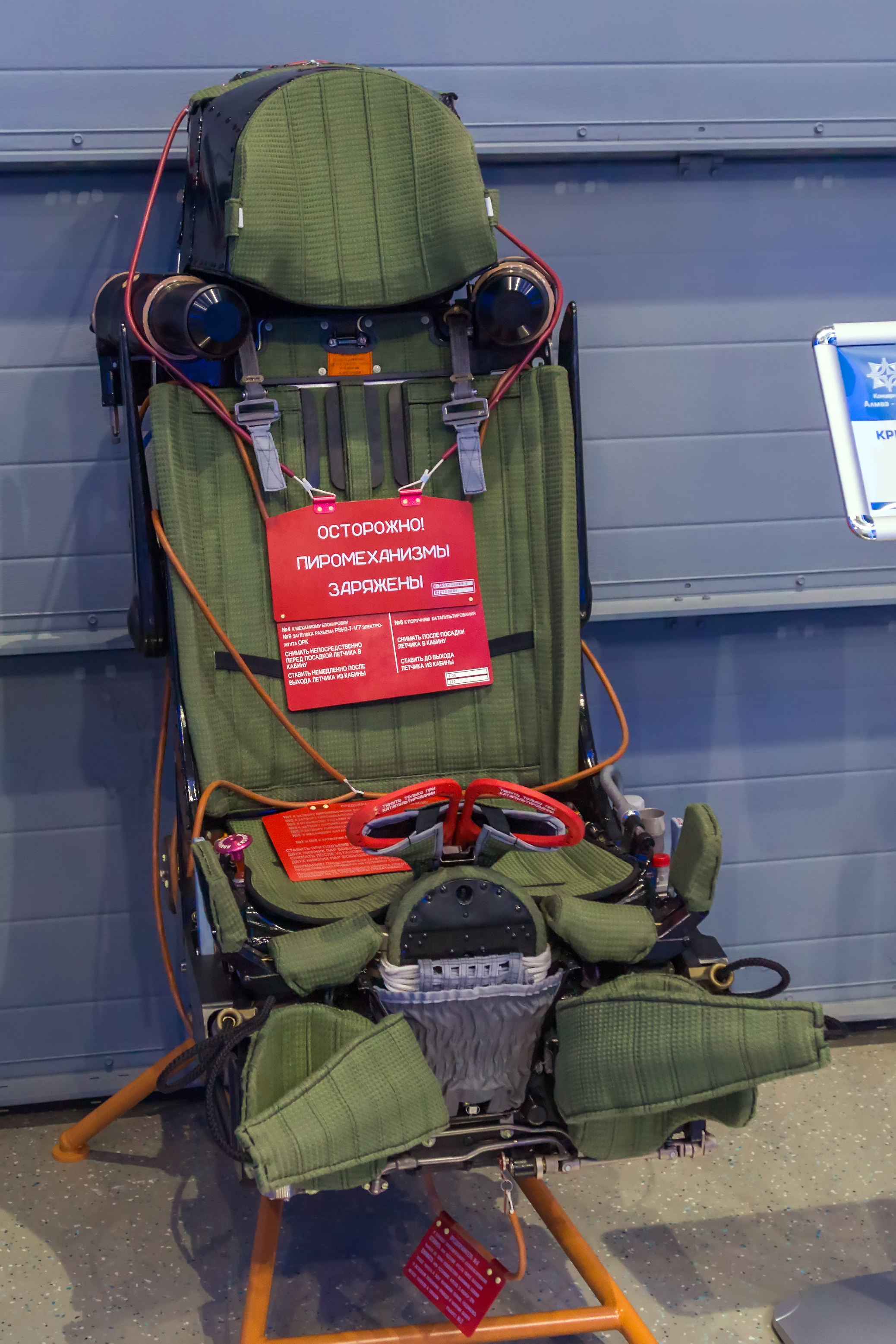
К-36ДМ второй серии на МВТФ «Армия-2022».

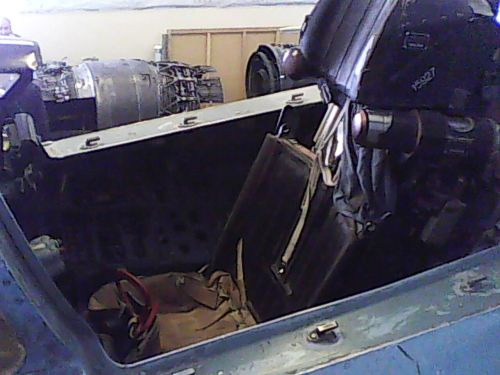
Кресло К-36ДМ на Су-27

К-36ДМ — катапультное кресло из семейства авиационных кресел К-36. Служит рабочим местом члена экипажа и средством аварийного покидания самолёта. Разработано НПП «Звезда». Считается одним из лучших и самых надёжных катапультных кресел в мире.

## Назначение
Унифицированное катапультное кресло К-36ДМ предназначено для штатной установки на военные самолёты различных типов разработки СССР/РФ.

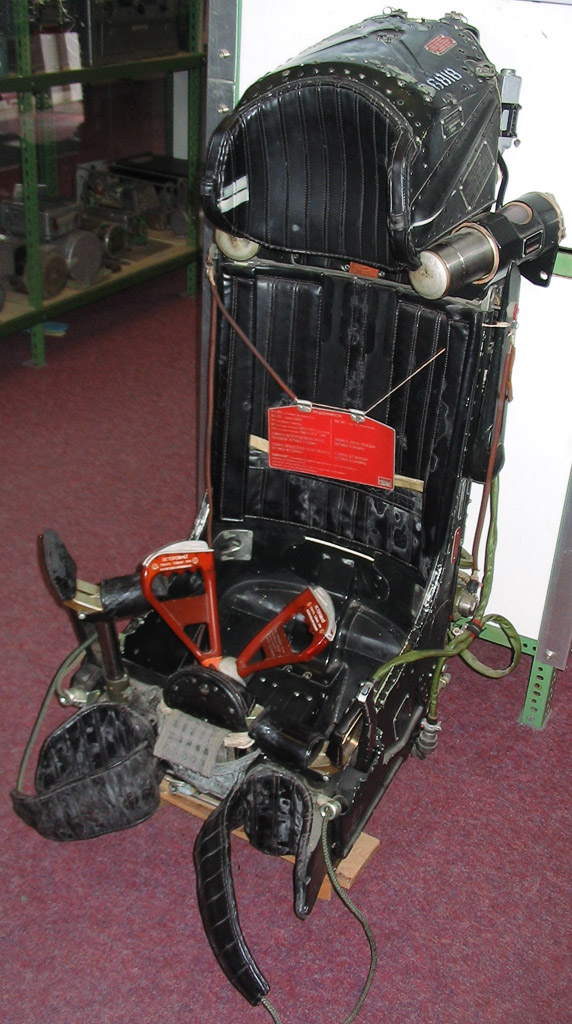
Кресло К-36ДМ

Катапультное кресло обеспечивает спасение члена экипажа в широком диапазоне скоростей и высот полёта самолёта, включая взлёт, послепосадочный пробег, режим нулевой высоты и скорости, и применяется в сочетании с защитным снаряжением лётчика.

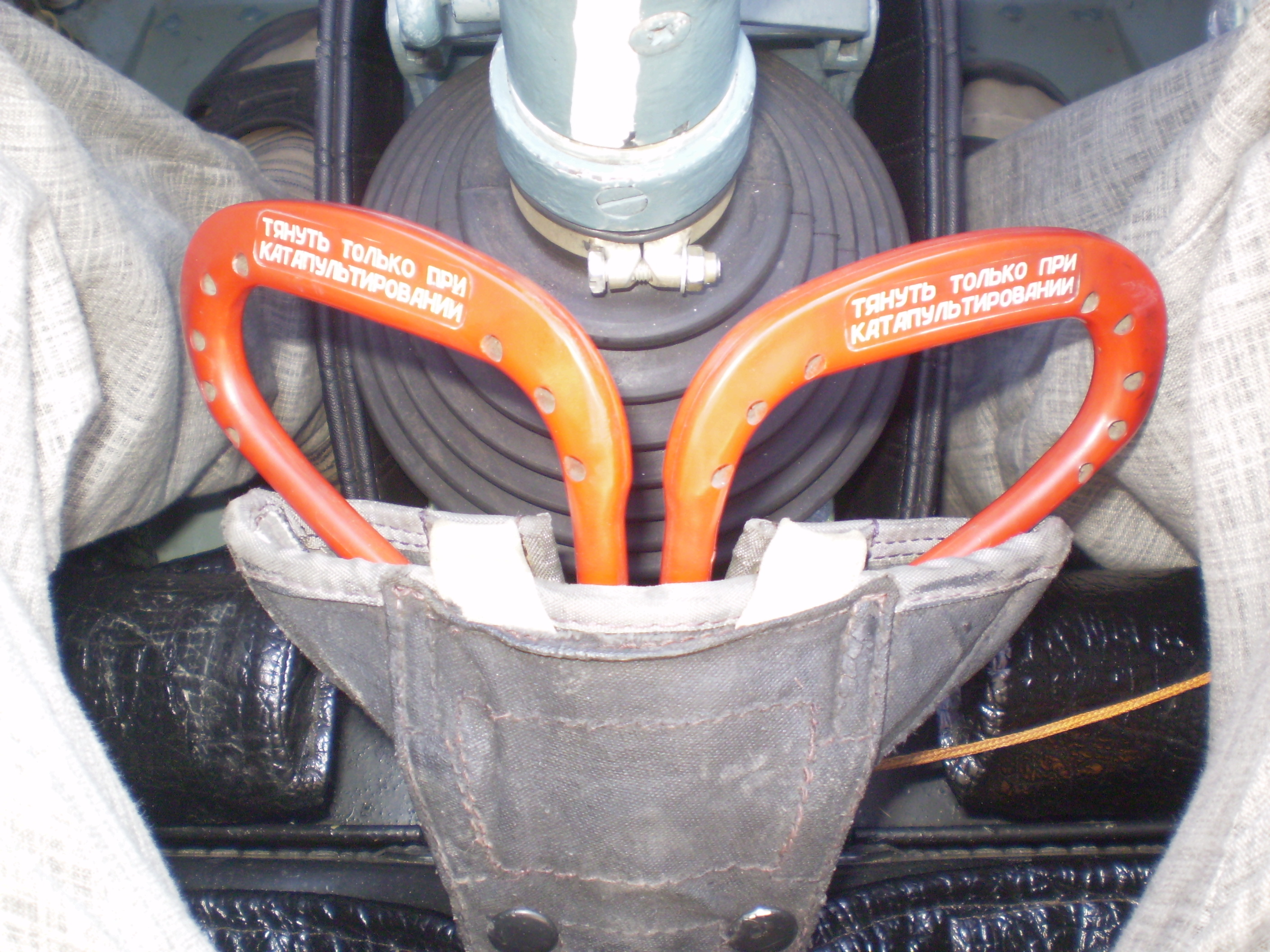
Рычаг активации катапульты

## Конструкция[3]
Катапультное кресло состоит из сиденья с установленной на нём профилированной крышкой с блоком жизнеобеспечения, комбинированного стреляющего механизма, коробки механизма, заголовника, спасательной системы с куполом, уложенным в заголовник, эксплуатационных систем, обеспечивающих удобство размещения и работы члена экипажа в кресле, аварийных систем, обеспечивающих безопасное катапультирование.
Принудительная фиксация при катапультировании обеспечивается системой фиксации, состоящей из механизма притягивания плеч, размещённого в коробке механизмов, механизма притяга пояса, двух ограничителей разброса рук с лопастями, двух механизмов подъёма ног, двух притягов ног с ложементами голеней и пиромеханизма с электромеханическим затвором, срабатывающим по команде системы управления катапультированием. Пиромеханизм системы фиксации заряжается пиропатроном, а затвор пиромеханизма — электропиропатроном.
Механизм ввода парашюта обеспечивает отстрел заголовника для ввода спасательного парашюта, и состоит из правого и левого патронников с механическими затворами и корпуса с хвостовиком. Патронники механизма ввода парашюта заряжаются пиропатронами, дублирующими друг друга.
Катапультирование начинается при вытягивании поручней (держек) катапультирования и обеспечивается работой системы управления катапультированием и механизмов блокировки.
Кислородное обеспечение члена экипажа от бортового кислородного оборудования в полёте до аварийного запаса при катапультировании производится кислородной системой кресла, состоящей из объединённого разъёма коммуникаций, блока кислородного оборудования с аварийным запасом кислорода.

## Хронология катапультирования
0 секунд. Лётчик дёргает поручни (держки). Подаётся команда на сброс фонаря, начинается работа автоматики. Происходит инициация системы фиксации: начинается притягивание ремней, фиксация и подъём ног, опускаются и сводятся боковые ограничители рук.
0,2 секунды. Фиксация заканчивается. Если сброшен фонарь — подаётся команда на катапультирование. На высоких скоростях вводится защитный дефлектор.
0,35-0,4 секунды. Стреляющий механизм двигает кресло по направляющим. Начинается ввод стабилизирующих штанг.
0,45 секунды. Кресло выходит из кабины. Включаются реактивные двигатели. При необходимости (крен самолёта или разведение лётчиков при двойном катапультировании) включаются двигатели коррекции по крену.
0,8 секунды. На малых скоростях происходит отстрел заголовника, разделение с креслом и ввод парашюта. На больших скоростях это происходит после торможения до приемлемой скорости. Лётчик спускается на специальном сидении, под которым расположена кислородная система и ящик с носимым аварийным запасом (НАЗ) (около 10 кг). Через 4 секунды после разделения с креслом НАЗ отделяется и повисает снизу на тросе.

## Основные характеристики
- Размеры — 1240×880×575 мм
- Масса — не более 155 кг (с НАЗом)
- Диапазон высот покидания — 0-30 км
- Диапазон скоростей покидания — 0-1400 км/ч
- Высота подброса кресла при катапультировании — 70-100 метров[4]
- Перегрузка при катапультировании макс. — 16-18 единиц
- Время действия перегрузки — 0,12-0,15 сек

## Модификации
- К-36Д-3,5 (К-36Д-3,5М) — для применения в составе комплекса средств аварийного покидания одно- и двухместных боевых/учебно-боевых самолётов. Обеспечивает спасение члена экипажа в диапазонах скоростей (по прибору) от 0 до 1300 км/ч, чисел М до 2,5 и высот полета самолёта от 0 до 20000 м, включая взлет, послепосадочный пробег, режим «Н=0, V=0» и применяется с комплектом защитного снаряжения и кислородного оборудования типа ККО-15. Установочная масса кресла не более 103 кг (с НАЗом). Кресла типа К-36Д-3,5 установлены на всех вариантах самолёта Су-30, кресла типа К-36Д-3,5М — на МиГ-29М и корабельном варианте самолёта МиГ-29К/КУБ. Год разработки: 2001[5].
- К-36Д-5 — дальнейшее развитие кресел семейства К-36-3,5. Отличается улучшенными эксплуатационными характеристиками: увеличенный диапазон рабочих температур; увеличенный диапазон антропометрии летного состава; улучшенными характеристиками по минимальным безопасным высотам катапультирования при отсутствии бортовой информации о параметрах полета; наличие электрического обогрева сиденья и спинки. Обеспечивает спасение члена экипажа в диапазонах скоростей (по прибору) от 0 до 1300 км/ч, чисел М до 2,5 и высот полета самолёта от 0 до 20000 м, включая взлет, послепосадочный пробег, режим «Н=0, V=0» и применяется с комплектом защитного снаряжения и кислородного оборудования типа ККО-15. Установочная масса кресла не более 100 кг (с НАЗом). Год разработки: 2013. Применение: Т-50, Су-35С[6].
- К-36Л-3,5Я — облегченный вариант кресла К-36Д-3,5. Обеспечивает катапультирование через остекление фонаря. Обеспечивает спасение члена экипажа в диапазонах скоростей (по прибору) от 0 до 1050 км/ч, чисел М до 1,0 и высот полета самолёта от 0 до 13000 м, включая взлет, послепосадочный пробег, режим «Н=0, V=0» и применяется с комплектом защитного снаряжения и кислородного оборудования типа ККО-15. Установочная масса кресла не более 86 кг (с НАЗом). Применение: Як-130[7].

## Наиболее известные случаи спасения
- 8 июня 1989 года на международном авиасалоне в Ле Бурже во время демонстрации высшего пилотажа в один из двигателей МиГ-29 лётчика-испытателя Анатолия Квочура попала птица[8]. В результате самолёт завалился на бок и перешёл в вертикально пикирование. Квочур продолжал пилотирование, пытаясь отвести самолёт от толпы зрителей. За три секунды до столкновения самолёта с землёй Квочур катапультировался, при этом кабина была обращена к земле[8]. Лётчик остался жив и отделался лишь незначительными ушибами благодаря системе гиростабилизации кресла[9]
- 24 июля 1993 года на авиабазе «Фэйфорд» (Великобритания) во время выполнения в паре фигуры «мёртвая петля» на параде, посвящённому 75-летию Королевских ВВС, в воздухе столкнулись два истребителя МиГ-29 Сергея Тресвятского и Александра Бесчастнова. Пилотам удалось катапультироваться из разваливавшихся в воздухе машин.
- 12 июня 1999 года на международном авиасалоне в Ле Бурже во время тренировки комплекса фигур высшего пилотажа истребитель Су-30МКИ задел землю хвостовой частью и воспламенился. На высоте около 50 метров оба лётчика — командир экипажа Вячеслав Аверьянов и штурман Владимир Шендрик — успешно катапультировались.
- 27 июля 2002 года на авиабазе Скнилов в ходе авиашоу в честь 60-летия 14-го авиационного корпуса (бывшей 14-й воздушной армии СССР) потерпел катастрофу истребитель Су-27 украинских ВВС. Самолёт под управлением пилотов Владимира Топонаря и Юрия Егорова выполнял фигуру высшего пилотажа «косая петля с поворотом». Пилотам не хватило высоты, чтобы вывести самолёт из снижения. Катапультирование было произведено после того, как самолёт первый раз ударился о землю и зацепился за демонстрировавшийся на лётном поле Су-17; оба пилота выжили.